# Deramas
Deramas is een geslacht van vlinders van de familie Lycaenidae, uit de onderfamilie Poritiinae.

## Soorten
- D. alixae Eliot, 1978
- D. antynax Eliot, 1970
- D. anyx Eliot, 1964
- D. arshadorum Eliot
- D. basrii Eliot
- D. bidotata (Fruhstorfer, 1914)
- D. evelynae Schröder & Treadaway, 1978
- D. ikedai Hayashi, 1978
- D. livena Distant, 1886
- D. manobo Schröder & Treadaway, 1978
- D. nelvis Eliot, 1964
- D. nigrescens Eliot, 1964
- D. nolens Eliot, 1964
- D. plateni Staudinger
- D. tomokoae Hayashi, 1978
- D. wollettii Eliot, 1970